# Camponotus xingdoushanensis
Camponotus xingdoushanensis is een mierensoort uit de onderfamilie van de schubmieren (Formicinae). De wetenschappelijke naam van de soort is voor het eerst geldig gepubliceerd in 2003 door Wang & Chen.